# Screeplot

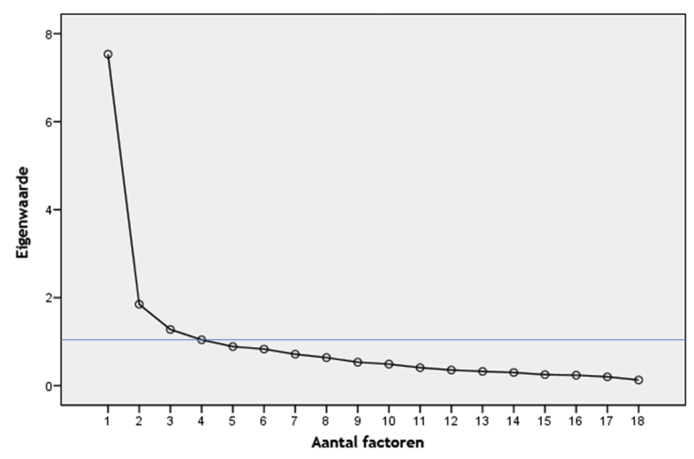
Voorbeeld screeplot met een elleboog op 2 factoren en 3 factoren met eigenwaarde groter dan 1

Een screeplot of eigenwaardendiagram is in de factoranalyse een grafiek waarin de eigenwaarden van de kandidaten voor de factoren in volgorde van afnemende grootte uitgezet zijn. Veelal vertonen de eigenwaarden aanvankelijk een tamelijk sterk dalende tendens, waarna een knik (ook elleboog genoemd) in het verloop optreedt en de resterende eigenwaarden zich op een laag niveau min of meer stabiliseren. De kandidaten vóór de knik zijn in de analyse van betekenis en komen in aanmerking als factoren.
De term scree komt van het Oudnoorse "skriða", aardverschuiving. Met scree wordt in de geologie de massa rotsblokken aangeduid die zich in diepere delen verzameld hebben en een helling vormen.